# Isabel Marengo
Isabel Marengo (Barracas, Buenos Aires, 1897-1977) fue una reconocida soprano lírica argentina, considerada la primera en tener esa condición vocal en su país.
Vivió la mayor parte de su vida en la ciudad de Temperley. Estudió canto, piano y violín. Realizó sus estudios musicales en el Conservatorio Carlos Lopez Buchardoy se formó con Franco Ghione en Milán. Debutó en 1926 en el Teatro La Fenice en Venecia en el rol de Margherite de la ópera Fausto. Continuó su carrera en el Teatro Alla Scala en Milán, bajo la dirección de Arturo Toscanini. Cantó por primera vez el Teatro Colón como Micaela en Carmen en 1926, lugar donde actuó hasta 1949. Allí interpretó a Mimí en La Bohème y a Madama Butterfly. Junto a Beniamino Gigli cantó «Nemorino» por primera vez en Buenos Aires.En 1937 formó parte del elenco de Siripo, bajo la dirección de Tullio Serafin.